# Bahram Jalali
Bahram Jalali ist ein US-amerikanischer Angewandter Physiker und Optik-Ingenieur.
Jalali wurde 1989 an der Columbia University in Angewandter Physik promoviert und war dann bei den Bell Laboratories in Murray Hill, bevor er 2002 an die University of California, Los Angeles (UCLA) ging. Er ist dort Northrop-Grumman Optoelectronics Chair Professor of Electrical Engineering und Leiter des Bereichs Physical Wave Electronics. Außerdem ist er in der Fakultät für Biomedizinische Technik und der für Chirurgie der UCLA School of Medicine und am California NanoSystems Institute (CNSI).
2001 bis 2004 beriet er Intel.
Jalali befasst sich mit Silizium- und Mikrowellen-Photonik, Instrumentenbau für die Verarbeitung von Big Data, Analog-Digital-Konvertierung, biomedizinischer Diagnostik und Statistik seltener Ereignisse. Er veröffentlichte über 300 wissenschaftliche Arbeiten und hält 9 Patente (Stand 2013).
Er demonstrierte mit seinem Post-Doktoranden Ozdal Boyraz den ersten Silizium-Halbleiterlaser unter Verwendung von Raman-Streuung. Die ersten Halbleiterlaser benutzten andere Halbleiter wie Galliumarsenid (III-V-Verbindungshalbleiter), da Silizium ein Halbleiter mit indirekter Bandlücke ist (Elektron-Loch-Kombination geht nur über Wechselwirkung mit einem Phonon). Andererseits ist Silizium eines der best bekannten und technologisch am besten beherrschten Halbleitermaterialien.
In der Biomedizinischen Technik wandte er Datenanalyseverfahren (STEAM,  FIRE bei Fluoreszenzproben) mit hohem Datendurchsatz der optischen Kommunikationstechnik (z. B. Multiplexverfahren wie WDM) an, was die relativ fehlerfreie Identifizierung zum Beispiel anomaler Krebszellen in Blutproben ermöglicht bei der Früherkennung. Dabei wurden neue Bildtransformationsverfahren entwickelt (Anamorphic Stretch Transform).
2007 wies er mit Daniel Solli (UCLA), Claus Ropers (Max-Born-Institut Berlin) und anderen Monsterwellen (Freak Waves) in Lichtleitern nach, das heißt Übergang ins Superkontinuum auch bei relativ niedriger optischer Anregung durch nichtlineare Effekte. Bis dahin war dieses Wellenphänomen vor allem aus der Hydrodynamik und Schifffahrt bekannt.
2007 erhielt er den R. W. Wood Prize und 2012 den Aron Kressel Award der IEEE Photonics Society, beides für Beiträge zur Silizium-Photonik. Er ist Fellow der Optical Society of America (2004), des IEEE und der American Physical Society (2011). 2005 wurde er in die Scientific American Top 50 gewählt. 2022 wurde Jalali in die National Academy of Engineering gewählt.

## Schriften
- Silicon Photonics, IEEE Microwave Magazine, Juni 2006
- Herausgeber mit S. J. Pearton: InP HBTs: growth, processing, and applications, Artech House 1995